# Hélène de Pourtalès
La comtesse Hélène de Pourtalès, née Helen Barbey, est une skippeuse ayant la double nationalité américaine et suisse née le 28 avril 1868 à New York et morte le 2 novembre 1945 à Genève.

## Biographie

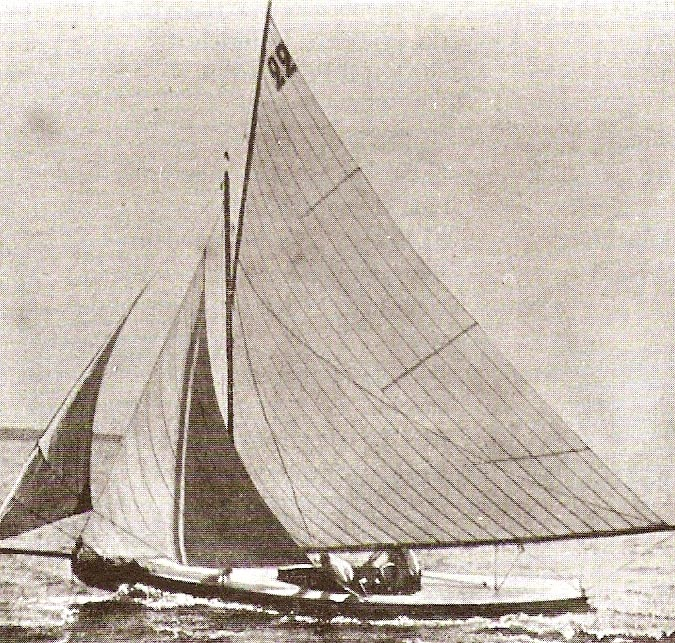
Le Lérina avec lequel Hélène de Pourtalès est double médaillée olympique.

Fille de Henry Isaac Barbey (1832-1906), banquier américain d'origine suisse établi à New York, et petite-fille de Pierre Lorillard III, elle épouse en 1891 Hermann de Pourtalès.
Elle participe aux Jeux olympiques d'été de 1900 qui se déroulent à Paris ; ses résultats sont comptabilisés pour la Suisse.
À bord du Lérina avec son mari Hermann et son neveu Bernard, elle dispute les deux courses de classe 1 – 2 tonneaux. L'équipage suisse remporte la médaille d'or à l'issue de la première course et la médaille d'argent après la seconde course.
Son beau-fils Guy de Pourtalès, issu d'un premier mariage de son mari, est écrivain.